# Ферма (Бышевский сельский совет)
Ферма (укр. Ферма) — село, входит в Макаровский район Киевской области Украины.
Население по переписи 2001 года составляло 19 человек. Почтовый индекс — 08072. Телефонный код — 4578. Занимает площадь 0,18 км². Код КОАТУУ — 3222780604.

## История
Считается, что село возникло во времена столыпинской аграрной реформы. В 1906 г. здесь действовала начальная школа, работал участок животноводческой фермы (существует предположение, что от этого и пошло название села).
В период Великой Отечественной войны в окрестных лесах вблизи Лупского и Фермы базировались партизаны 4-го батальона Киевского соединения.

## Местный совет
08013, Киевская обл., Макаровский р-н, с. Бышев, ул. Киевская, 48, тел. 2-11-44.

## Галерея

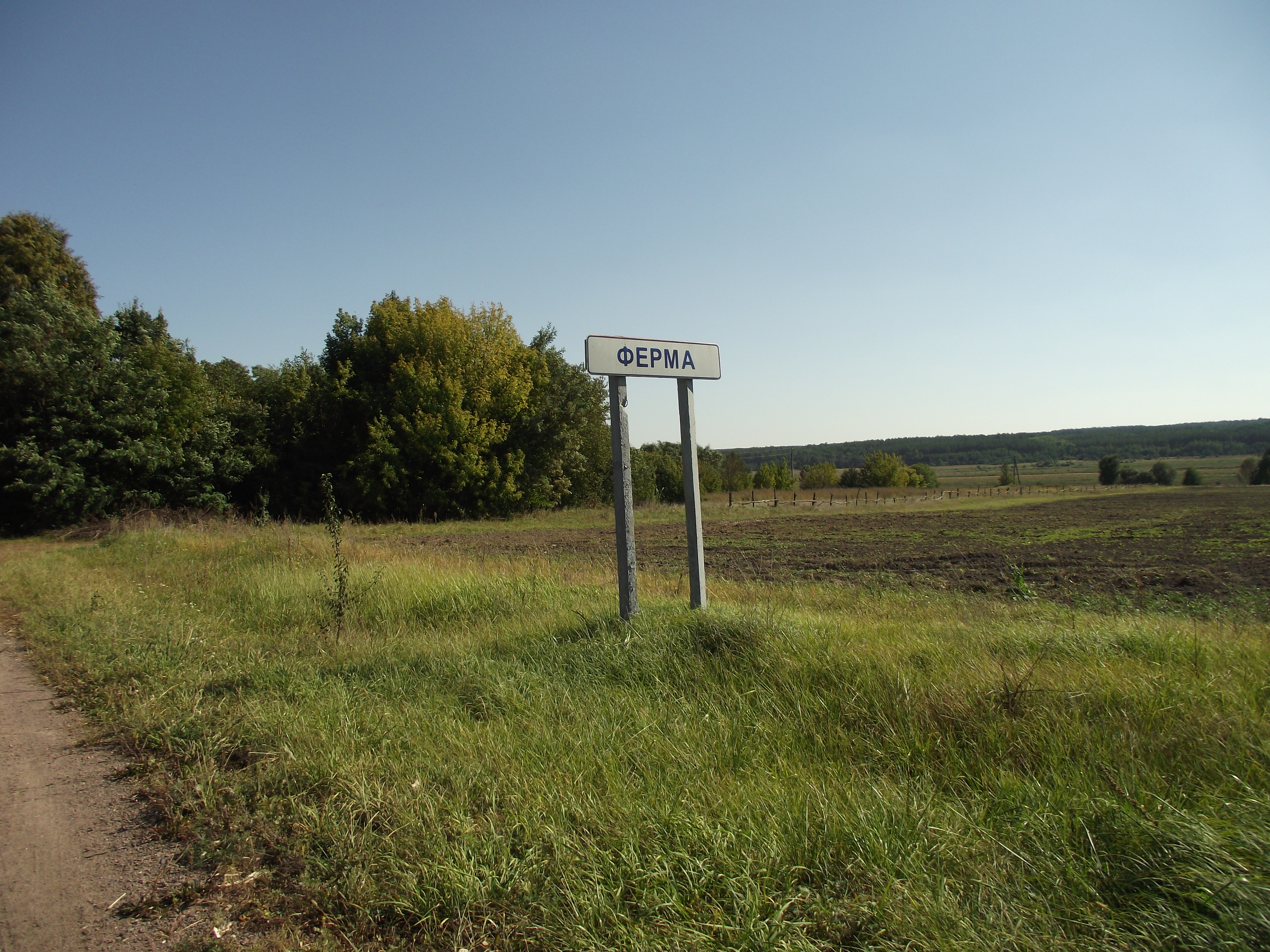
Дорожный знак на въезде
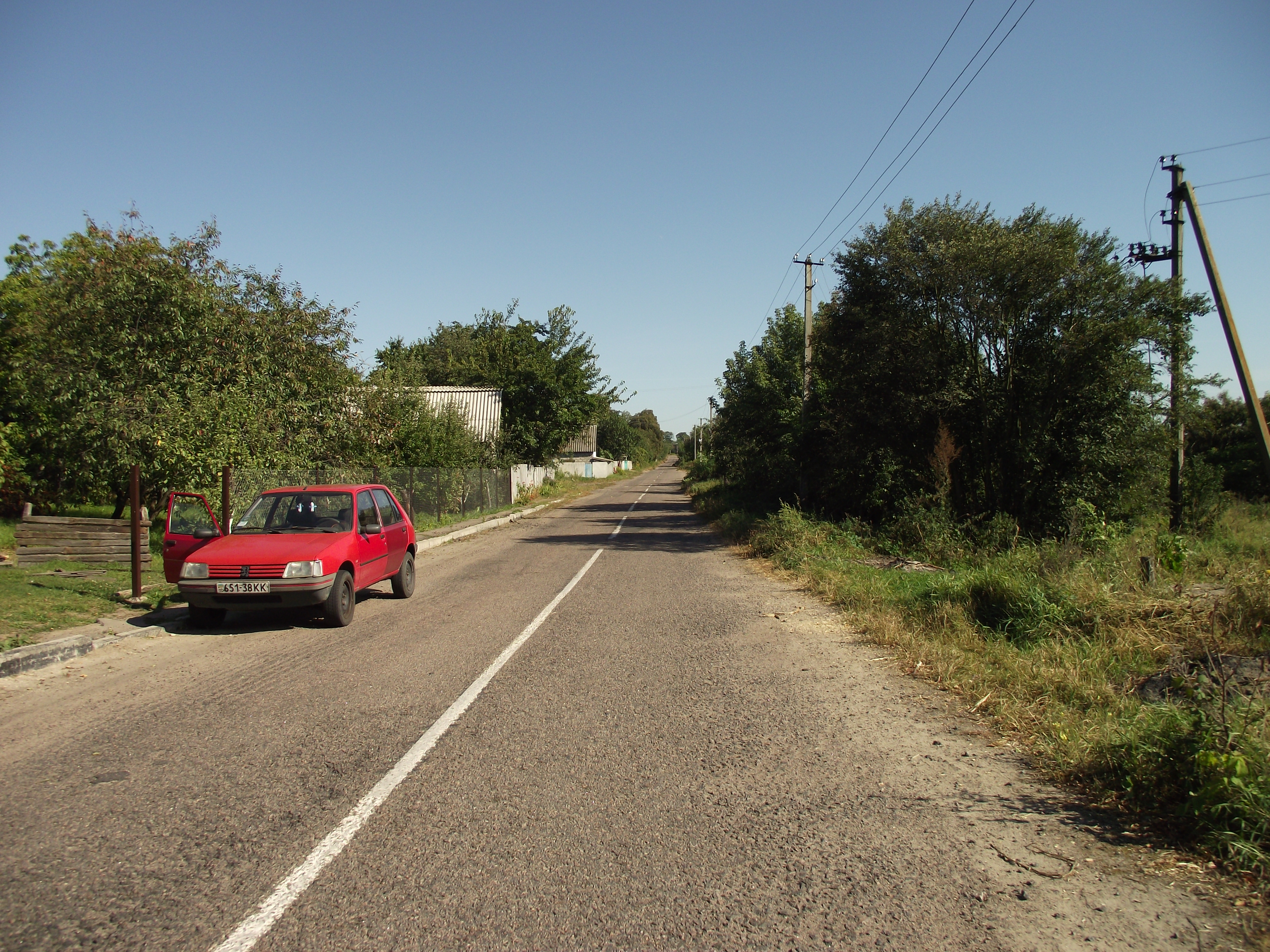
Главная улица
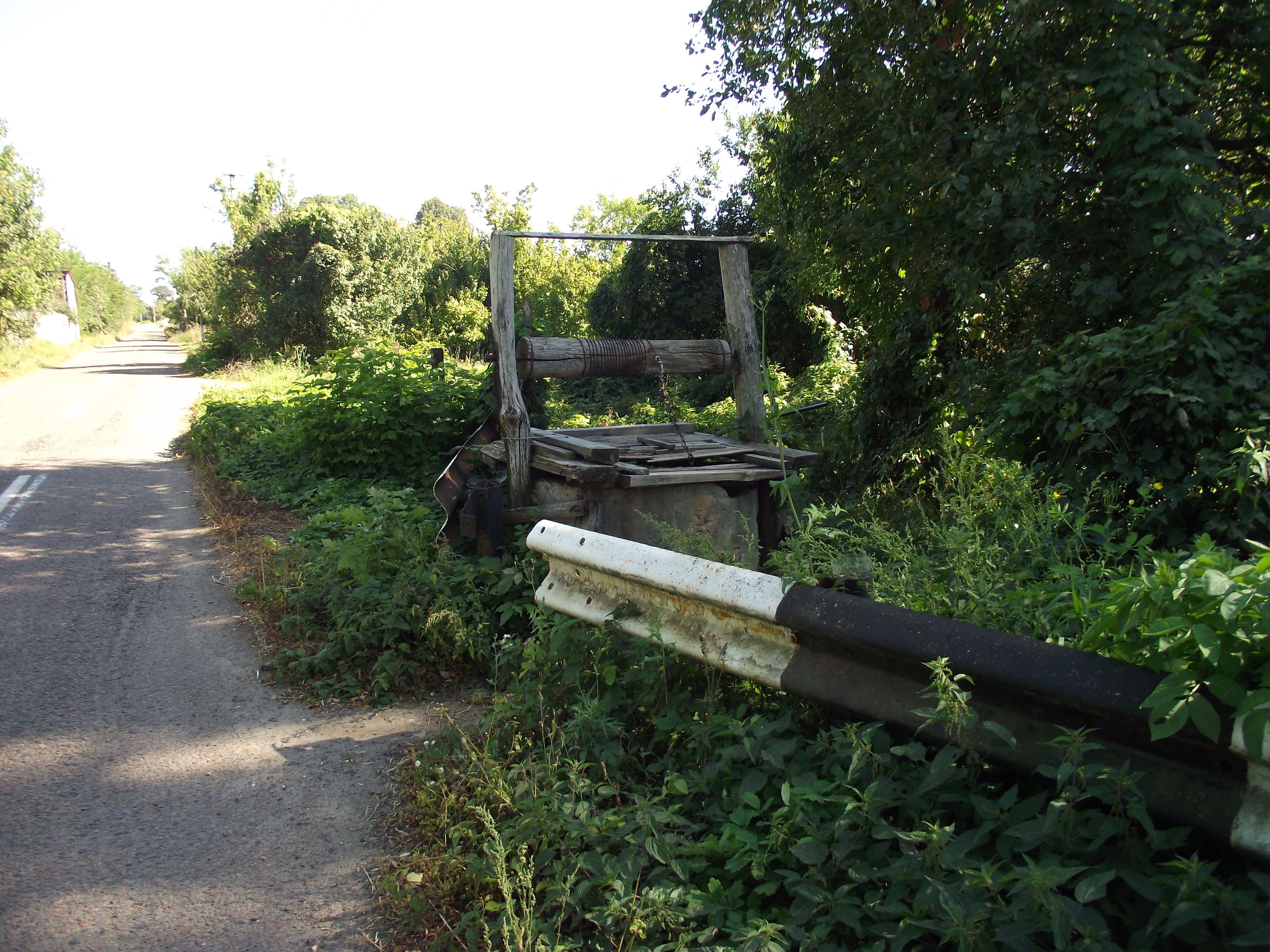
Колодец
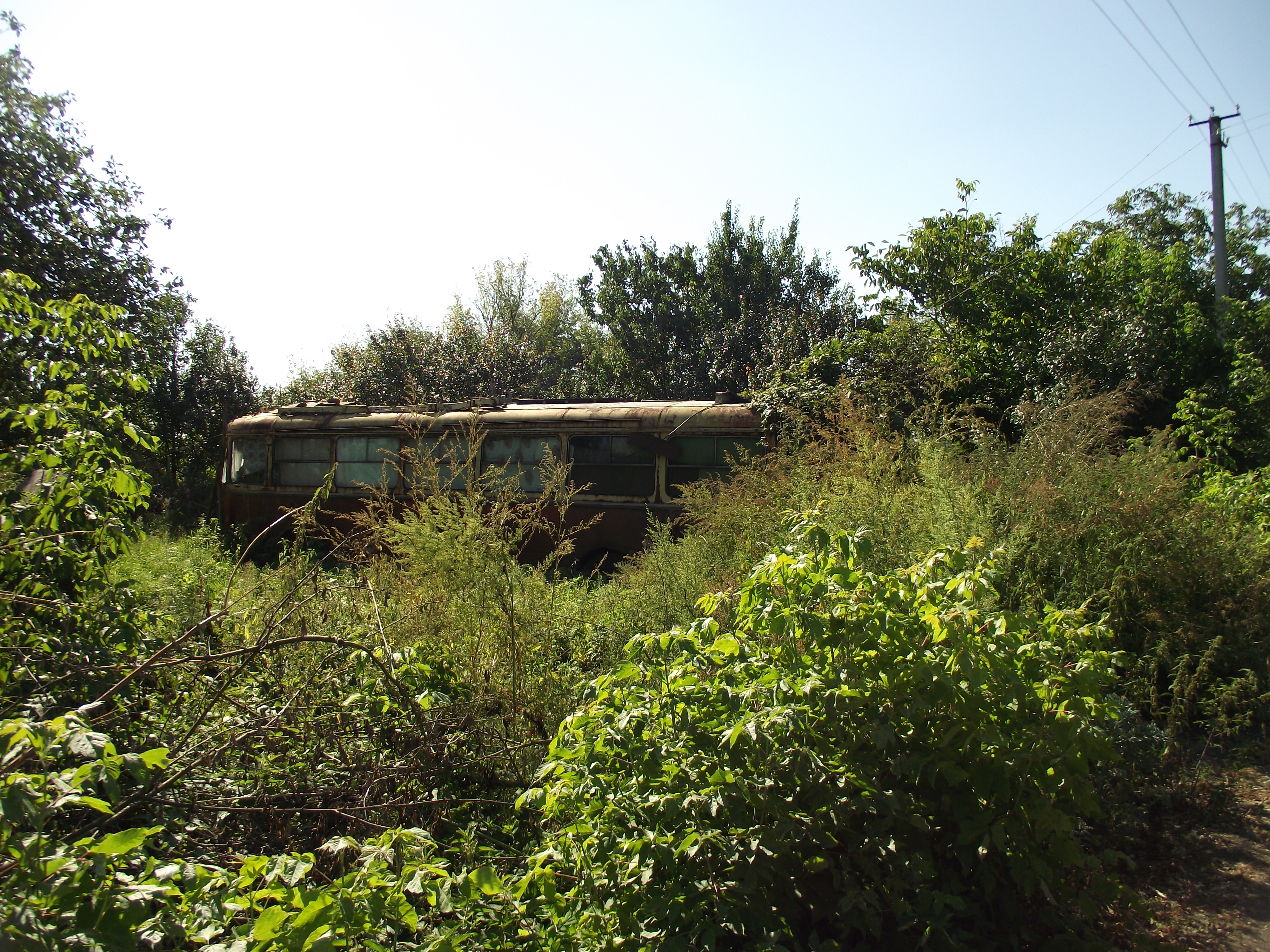
Старый автобус, используется как домик

## Происшествия
13 октября 1992 г. в 2-х км от села, во время проведения испытального полёта, разбился тяжёлый транспортный самолёт Ан-124 «Руслан».